# 기라 지나쓰
기라 지나쓰(일본어: 吉良 知夏, 1991년 7월 5일 ~ )는 일본의 여자 축구 선수이다.

## 국가대표팀 경력
2008년 FIFA U-17 여자 월드컵에 출전했다.
그녀는 2014년 5월 8일 뉴질랜드과의 경기에서 일본 국가대표팀에 데뷔했다. 2014년 AFC 여자 아시안컵 우승, 2014년 아시안 게임 은메달 획득에 기여했다. 그녀는 국제 A매치 통산 12경기에 출전, 5득점을 넣었다.

## 통계
| 일본 | 일본 | 일본 |
| 연도 | 출전 | 득점 |
| ---- | ---- | ---- |
| 2014 | 12   | 5    |
| 통산 | 12   | 5    |